# Kappadokiska tavlorna
Kappadokiska tavlorna är benämningen på ett stort antal av Bedřich Hrozný under grävningar i Kültepe nära Kayseri, Kappadokien påträffade kilskriftstavlor, avfattade på med fornassyriska starkt uppblandad babyloniska och härrörande från tiden omkring 2000 f.Kr. De kappadokiska tavlorna bidrog med viktiga nya rön beträffande östra Mindre Asiens och särskilt hettiternas äldsta historia.